# Turco-brasileiro
Turco-brasileiros (em turco:  Brezilyalı Türkler) são turcos que imigram para o Brasil, porém o termo também se refere aos brasileiros que tem pais turcos ou ancestralidade turca. O número de turcos no Brasil é de 6.300.
80% dos turcos vivem em São Paulo. No Rio de Janeiro, a região da Grande Tijuca é considerada um grande centro de referências turcas, onde abriga joalheiras e restaurantes com a culinária típica da Turquia.
No passado, quem emigrava do Império Otomano para o Brasil era chamado de "turco". Os turco-brasileiros não devem ser confundidos com árabe-brasileiros ou imigrantes de outras nacionalidades que viveram no ex-país otomano.

## Personalidades brasileiras de origem turca
- İbrahim Eriş - economista
- Silvio Santos - apresentador de televisão e empresário (turco-judeu)
- Manuel Said Ali Ida - filósofo (meio turco)
- Beki Klabin - atriz (turco-judeu)
- Boris Fausto - historiador e cientista político (meio turco-judeu)
- Tatiana Salem Levy - escritora (turco-judeu)
- Vahan Agopyan - engenheiro e reitor da Universidade de São Paulo (turco-armênio)